# フェンディ
フェンディ（FENDI）は、イタリアを代表する世界的ファッションブランドである。ローマを本拠地とし、フランスのLVMHグループに属する。

## 概要
1925年ローマにて創業。当初毛皮工房であった。1990年代に一時経営難に陥るが、プラダとLVMHの合弁会社に買収されて再建。その後、プラダが保有した全株式をLVMHが取得し、LVMHグループの一員となった。ブランドアイコンとして、縦縞の<ペカン>や<F>を組み合わせた<ダブルFズッカ>、文字盤にカラージュエリーを埋めこんだ美しい時計、<クレイジーカラット>がよく知られている。
現在では、毛皮・バッグ・靴などのレザーグッズをはじめ、服飾、サングラス、宝飾品、時計など、広い分野をカバーしている。展開商品は女性向けのものが多数であったが、2000年代後半から男性向け商品についても展開を本格化させている。
婦人服、ファー製品は<シャネル>と同じドイツ人の<カール・ラガーフェルド>（Karl Lagerfeld）、紳士服は創業家のシルヴィア・フェンディがデザインしている。
2020年9月、キム・ジョーンズがフェンディのクチュールとウィメンズウェアのアーティスティック ディレクターに就任。

## 主要国での店舗展開

### イタリア
ローマ、ミラノ、フィレンツェなど主要都市。

### アメリカ合衆国
ニューヨーク、ボストン、ビバリーヒルズ、ラスベガス、ヒューストンといった大都市の他、リゾート地のアスペンやコスタメサ等にもある。

### 日本国内の直営路面店

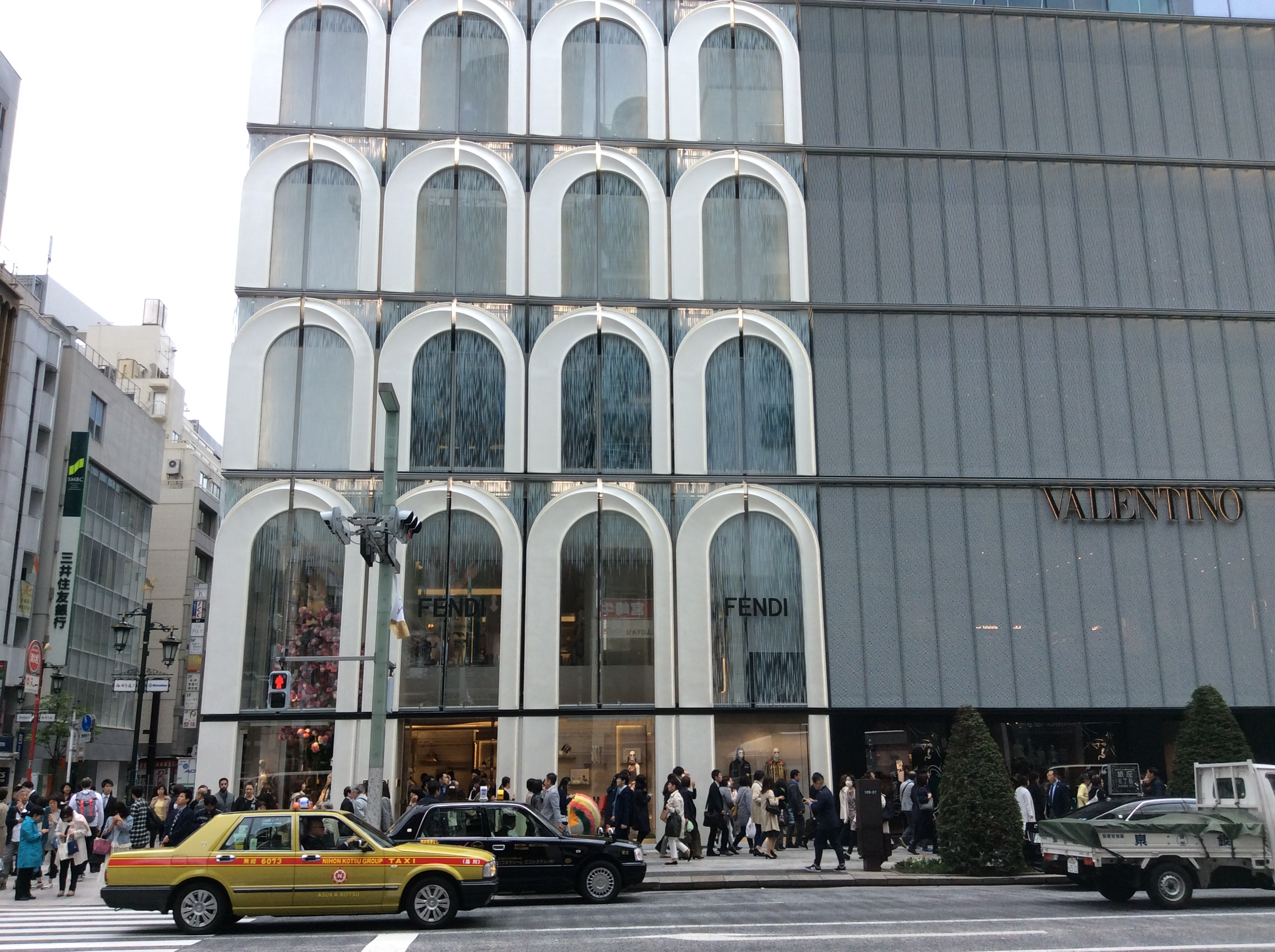
FENDI GINZA SIX店（2017年4月27日撮影）

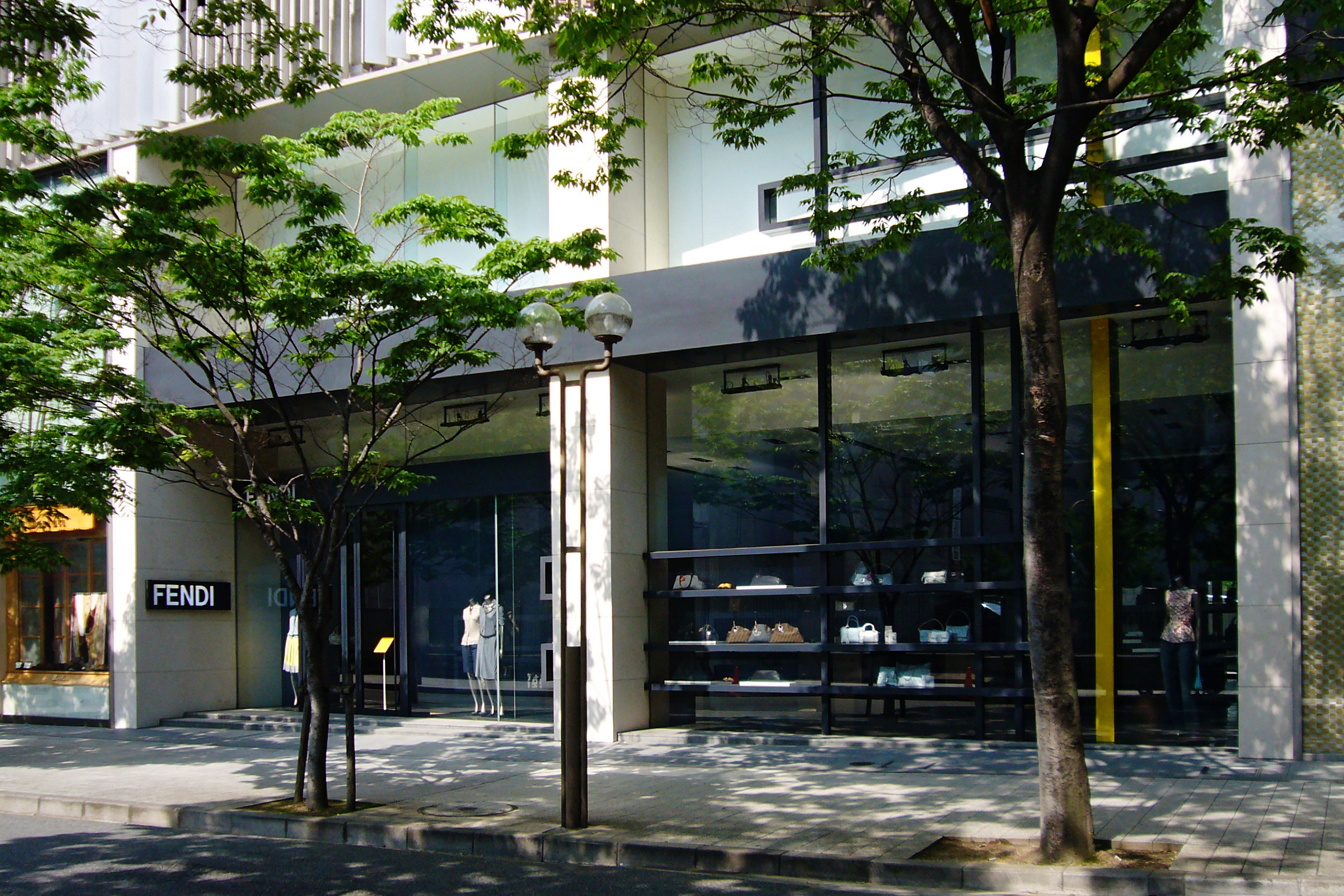
FENDI 神戸店

- 銀座店（東京都中央区銀座6-10-1 GINZA SIX)
- 表参道店（東京都港区北青山3-5-29）
- 大阪店（大阪市中央区心斎橋筋1-9-17）